# Sipadol
Sipadol (nep. सिपाडोल) – gaun wikas samiti w środkowej części Nepalu w strefie Bagmati w dystrykcie Bhaktapur. Według nepalskiego spisu powszechnego z 2001 roku liczył on 1358 gospodarstw domowych i 7004 mieszkańców (3435 kobiet i 3569 mężczyzn).